# ميغيل فيغيروا
ميغيل فيغيروا هو سياسي كندي، ولد في 29 يوليو 1953 في مونتريال في كندا. حزبياً، نشط في الحزب الشيوعي الكندي.